# Ла-От-Шапель
Ла-От-Шапе́ль (фр. La Haute-Chapelle) — колишній муніципалітет у Франції, у регіоні Нормандія, департамент Орн. Населення — 592 осіб (2011).
Муніципалітет був розташований на відстані близько 230 км на захід від Парижа, 70 км на південь від Кана, 60 км на захід від Алансона.

## Історія
До 2015 року муніципалітет перебував у складі регіону Нижня Нормандія. Від 1 січня 2016 року належав до нового об'єднаного регіону Нормандія.
1 січня 2016 року Ла-От-Шапель, Домфрон i Руелле було об'єднано в новий муніципалітет Домфрон-ан-Пуараї.

## Демографія
Динаміка населення (INSEE ):
Розподіл населення за віком та статтю (2006):
| Стать | Всього | До 15 років | 15-24 | 25-44 | 45-64 | 65-85 | Понад 85 |
| --- | ------ | ----------- | ----- | ----- | ----- | ----- | -------- |
| Чоловіки | 313    | 57          | 46    | 61    | 116   | 29    | 4        |
| Жінки | 320    | 41          | 45    | 95    | 74    | 49    | 16       |
| \| Статево-вікова піраміда \| Статево-вікова піраміда \| Статево-вікова піраміда \| \| ----------------------- \| ----------------------- \| ----------------------- \| \| Чоловіки \| Вік \| Жінки \| \| 4 \| 85 + \| 16 \| \| 0 \| 80-84 \| 8 \| \| 8 \| 75-79 \| 12 \| \| 17 \| 70-74 \| 8 \| \| 4 \| 65-69 \| 21 \| \| 12 \| 60-64 \| 12 \| \| 21 \| 55-59 \| 17 \| \| 25 \| 50-54 \| 8 \| \| 58 \| 45-49 \| 37 \| \| 33 \| 40-44 \| 33 \| \| 8 \| 35-39 \| 33 \| \| 8 \| 30-34 \| 0 \| \| 12 \| 25-29 \| 29 \| \| 17 \| 20-24 \| 12 \| \| 29 \| 15-20 \| 33 \| \| 33 \| 10-14 \| 12 \| \| 12 \| 5-9 \| 0 \| \| 12 \| 0-4 \| 29 \| |        |             |       |       |       |       |          |
| Статево-вікова піраміда |        |             |       |       |       |       |          |
| Чоловіки | Вік    | Жінки       |       |       |       |       |          |
| 4 | 85 +   | 16          |       |       |       |       |          |
| 0 | 80-84  | 8           |       |       |       |       |          |
| 8 | 75-79  | 12          |       |       |       |       |          |
| 17 | 70-74  | 8           |       |       |       |       |          |
| 4 | 65-69  | 21          |       |       |       |       |          |
| 12 | 60-64  | 12          |       |       |       |       |          |
| 21 | 55-59  | 17          |       |       |       |       |          |
| 25 | 50-54  | 8           |       |       |       |       |          |
| 58 | 45-49  | 37          |       |       |       |       |          |
| 33 | 40-44  | 33          |       |       |       |       |          |
| 8 | 35-39  | 33          |       |       |       |       |          |
| 8 | 30-34  | 0           |       |       |       |       |          |
| 12 | 25-29  | 29          |       |       |       |       |          |
| 17 | 20-24  | 12          |       |       |       |       |          |
| 29 | 15-20  | 33          |       |       |       |       |          |
| 33 | 10-14  | 12          |       |       |       |       |          |
| 12 | 5-9    | 0           |       |       |       |       |          |
| 12 | 0-4    | 29          |       |       |       |       |          |

## Економіка
2010 року серед 408 осіб працездатного віку (15—64 років) 305 були активними, 103 — неактивними (показник активності 74,8%, у 1999 році було 78,5%). З 305 активних мешканців працювало 287 осіб (165 чоловіків та 122 жінки), безробітними було 18 (11 чоловіків та 7 жінок). Серед 103 неактивних 37 осіб було учнями чи студентами, 45 — пенсіонерами, 21 була неактивною з інших причин.

У 2010 році в муніципалітеті числилось 259 оподаткованих домогосподарств, у яких проживали 629,5 особи, медіана доходів виносила 18 202 євро на одного особоспоживача